# Ulica Uniejowska w Turku
Ulica Uniejowska – jedna z najważniejszych i najdłuższych arterii komunikacyjnych Turku. Ma długość 2,5 km. W zdecydowanej większości swego przebiegu znajduje się w ciągu drogi krajowej nr 72.
Przy ul. Uniejowskiej znajdują się m.in.:
- Powiatowa Stacja Sanitarno-Epidemiologiczna
- biurowiec KWB Adamów